# Charles Bickford
Pour les articles homonymes, voir Bickford.
Charles Bickford est un acteur américain, né à Cambridge (Massachusetts) le 1er janvier 1891, et mort à Los Angeles le 9 novembre 1967 d'une pneumonie, qui fut la covedette de la série télévisée Le Virginien (The Virginian) de 1965 à juillet 1967.

## Biographie
Avant la première guerre mondiale, il joue au music-hall, mais également le théâtre de répertoire à Boston. Il débute à Broadway en 1919. Il est remarqué dans Outside Looking in, en 1925, par un talent scout de Cecil B. de Mille. Il débute à l'écran comme costar de Dynamite. Il est le coauteur d'une pièce, The Cyclone Lover, jouée à Broadway en 1928.
On le voit dans les rôles principaux d'une douzaine de films dont trois lui valent une nomination à l'Oscar : Le Chant de Bernadette (The Song of Bernadette) (1943), Ma femme est un grand homme (The Farmer's Daughter) (1947) et Johnny Belinda (1948). Ses autres films incluent Pour que vivent les hommes (Not as a Stranger) (1955), Les Grands Espaces (The Big Country) (1958) et Le Vent de la plaine (The Unforgiven) (1960).
En 1965, il a publié son autobiographie sous le titre Bulls, Balls, Bicycles and Actors.

## Filmographie
- 1929 : Dynamite de Cecil B. de Mille
- 1929 : South Sea Rose (en) d'Allan Dwan
- 1930 : Far-West (Hell's Heroes) de William Wyler
- 1930 : Anna Christie (Anna Christie) de Clarence Brown
- 1930 : Passion Flower (en) de William C. de Mille
- 1930 : Le Démon de la mer (The Sea Bat) de Wesley Ruggles
- 1931 : Sur la piste glacée (River's End) de Michael Curtiz
- 1931 : Le Mari de l'indienne (The Squaw Man) de Cecil B. de Mille
- 1931 : Men in Her Life (en) de William Beaudine
- 1931 : East Of Borneo (en) de George Melford
- 1931 : Pagan Lady (en) de John Francis Dillon
- 1932 : Gangsters de Broadway (Panama Flo) de Ralph Murphy
- 1932 : La Foudre d'en bas (Thunder Below) de Richard Wallace
- 1932 : Scandal for Sale (en) de Russell Mack
- 1932 : The Last Man (en) d'Howard Higgin
- 1932 : Vanity Street (en) de Nick Grinde
- 1933 : Sa femme (No Other Woman), de J. Walter Ruben
- 1933 : Song of the Eagle (en) de Ralph Murphy
- 1933 : La Loi de Lynch (This Day and Age) de Cecil B. de Mille
- 1933 : Le Fou des îles (White Woman) de Stuart Walker
- 1933 : Red Wagon (en) de Paul E. Stein
- 1934 : Petite Miss (Little Miss Marker) d'Alexander Hall
- 1934 : Une méchante femme (A Wicked Woman) de Charles Brabin
- 1935 : A Notorious Gentleman (en) d'Edward Laemmle
- 1935 : Rivaux (Under Pressure) de Raoul Walsh
- 1935 : La Jolie Batelière (The Farmer takes a wife) de Victor Fleming
- 1935 : East of Java (en) de George Melford
- 1936 : Rose of the Rancho (en) de Marion Gering
- 1936 : La Mascotte de la Marine (en) (Pride of the Marines) de D. Ross Lederman
- 1936 : Une aventure de Buffalo Bill (The Plainsman) de Cecil B. de Mille
- 1936 : La Furie de l'or noir (High, Wide and Handsome) de Rouben Mamoulian
- 1937 : Thunder Trail (en) de Charles Barton
- 1937 : Night Club Scandal (en) de Ralph Murphy
- 1937 : La Fille de Shangaï (Daughter of Shangaï) de Robert Florey
- 1938 : La Loi de la pègre (Gangs of New York) de James Cruze
- 1938 : La Vallée des géants (Valley of the Giants) de William Keighley
- 1938 : Tempête (The Storm) de Harold Young
- 1939 : La Tragédie de la forêt rouge (Romance of The Redwoods) de Charles Vidor
- 1939 : Street of Missing Men (en) de Sidney Salkow
- 1939 : Our Leading Citizen (en) d'Alfred Santell
- 1939 : Thou Shalt Not Kill de John H. Auer
- 1939 : Trafic d'hommes (Stand up and fight) de W. S. Van Dyke
- 1939 : One Hour to Live (en) d'Harold Schuster
- 1939 : Mutiny in the Big House (en) de William Nigh
- 1939 : Des souris et des hommes (Of Mice and Men) de Lewis Milestone
- 1940 : Girl from God's Country (en) de Sidney Salkow
- 1940 : Queen of the Yukon (en) de Phil Rosen
- 1940 : South to Karanga (en) d'Harold Schuster
- 1941 : Les Justiciers du Désert (en) (Riders of Death Valley) de Ford Beebe et Ray Taylor
- 1941 : Burma Convoy (en) de Noel Smith
- 1942 : Les Naufrageurs des mers du Sud (Reap the Wild Wind) de Cecil B. DeMille
- 1942 : Les Aventures de Tarzan à New York (Tarzan's New York Adventure) de Richard Thorpe
- 1943 : Pile ou Face (Mr. Lucky) de H. C. Potter
- 1943 : Le Chant de Bernadette (The Song of Bernadette) d'Henry King
- 1944 : Le Porte-avions X (Wing and a Prayer) d'Henry Hathaway
- 1945 : Capitaine Eddie (Captain Eddie) de Lloyd Bacon
- 1945 : Crime passionnel (Fallen angel)  d'Otto Preminger
- 1946 : Duel au soleil (Duel in the Sun) de King Vidor
- 1947 : Ma femme est un grand homme (The Farmer's Daughter) de H. C. Potter
- 1947 : La Femme sur la plage (The Woman on the Beach) de Jean Renoir
- 1947 : Les Démons de la liberté (Brute Force) de Jules Dassin
- 1948 : Le Destin du fugitif (Four Faces West) d'Alfred Green
- 1948 : L'Homme le plus aimé (The Babe Ruth Story) de Roy Del Ruth
- 1948 : Johnny Belinda (Johnny Belinda) de Jean Negulesco
- 1948 : Tragique décision (Command Decision) de Sam Wood
- 1949 : Roseanna McCoy d'Irving Reis
- 1949 : Le Mystérieux docteur Korvo (Whirlpool) d'Otto Preminger
- 1950 : Trahison à Budapest (Guilty of Treason) de Felix Feist
- 1950 : Jour de chance (Riding High) de Frank Capra
- 1950 : Marqué au fer (Branded) de Rudolph Mate
- 1951 : Le Chevalier du stade (Jim Thorpe, all american) de Michael Curtiz
- 1951 : La Quatrième Issue (The Raging Tide) de George Sherman
- 1951 : Enlevez-moi, Monsieur ! (Elopement) de Henry Koster
- 1953 : La Dernière Chevauchée (The Last Posse) d'Alfred L. Werker
- 1954 : Une étoile est née (A star is born) de George Cukor
- 1955 : Le Prince des acteurs (Prince of players) de Philip Dunne
- 1955 : Pour que vivent les hommes (Not as a Stranger) de Stanley Kramer
- 1955 : Condamné au silence (The Court Martial of Billy Mitchell) d'Otto Preminger
- 1956 : L'Extravagante héritière (You can't run away from it) de Dick Powell
- 1957 : L'Extravagant Monsieur Cory (Mister Cory) de Blake Edwards
- 1958 : Les Grands Espaces (The Big Country) de William Wyler
- 1960 : Le Vent de la plaine (The Unforgiven) de John Huston
- 1962 : Le Jour du vin et des roses (Days of wine and roses) de Blake Edwards
- 1964 : Della de Robert Gist
- 1966 : Gros Coup à Dodge City (A big hand for the little lady) de Fielder Cook